# Slapende Venus (Giorgione)
Slapende Venus (Venere dormiente) is een beroemd schilderij van de Italiaanse Renaissance-meester Giorgione (ca. 1477/8-1510). Het hangt in de Gemäldegalerie Alte Meister in Dresden.

## Geschiedenis
Het werk stamt uit ongeveer 1510 en is daarmee een van de laatste schilderijen van Giorgione. Het wordt gezien als een van zijn beste schilderijen. Volgens bronnen is de afgebeelde vrouw Giorgione's geliefde Cecilia. De kunstenaar heeft het werk door zijn vroegtijdige overlijden niet kunnen afmaken. Volgens overleveringen heeft zijn leerling Titiaan het werk afgemaakt. Over wat Titiaan precies heeft gedaan zijn de deskundigen het niet eens, genoemd worden de lucht, delen van het landschap, de vestingsmuur, het laken en delen van een (later overgeschilderde) Cupido aan de voeten van Venus. Titiaan schilderde in 1538 een schilderij met hetzelfde onderwerp: "Venus van Urbino". De vrouw ligt hier echter in een paleis.
Het schilderij heeft erotische ondertonen: de vrouw is naakt, haar arm is geheven en haar linkerhand rust op haar schaamstreek. De glooiingen van het landschap lijken de curven van haar lichaam te volgen. Een naakt van deze omvang en als centraal onderwerp, was nog niet eerder in de westerse kunst voorgekomen. De compositie was in de eeuwen erna zeer invloedrijk, tot aan het einde van de negentiende eeuw. De vrouw is afgebeeld met gesloten ogen, maar haar lichaamshouding laat ook de interpretatie van een rustende, wakende vrouw toe.
De Cupido is in 1837 vanwege schade door veelvuldig betasten overgeschilderd. Röntgen-opnames hebben laten zien, dat hij aan de rechterkant van het schilderij was afgebeeld, zittend aan de voeten van de vrouw, kijkend naar (voor de kijker) rechts, met een pijl in de linkerhand en, omhooghoudend, een vogeltje in de rechterhand. De Cupido was ongeveer een derde van de beeldhoogte hoog. Overigens heeft ook het onderlichaam van Venus door betasten schade opgelopen.

## Invloed
De keuze van een naakte vrouw was in die tijd revolutionair en sommige autoriteiten beschouwen het werk als een van de startpunten van de moderne kunst. Veel beroemde kunstenaars hebben later soortgelijke schilderijen (qua onderwerp of voorstelling) geschilderd, waaronder Diego Velázquez, Francisco Goya en Édouard Manet.

## Galerij

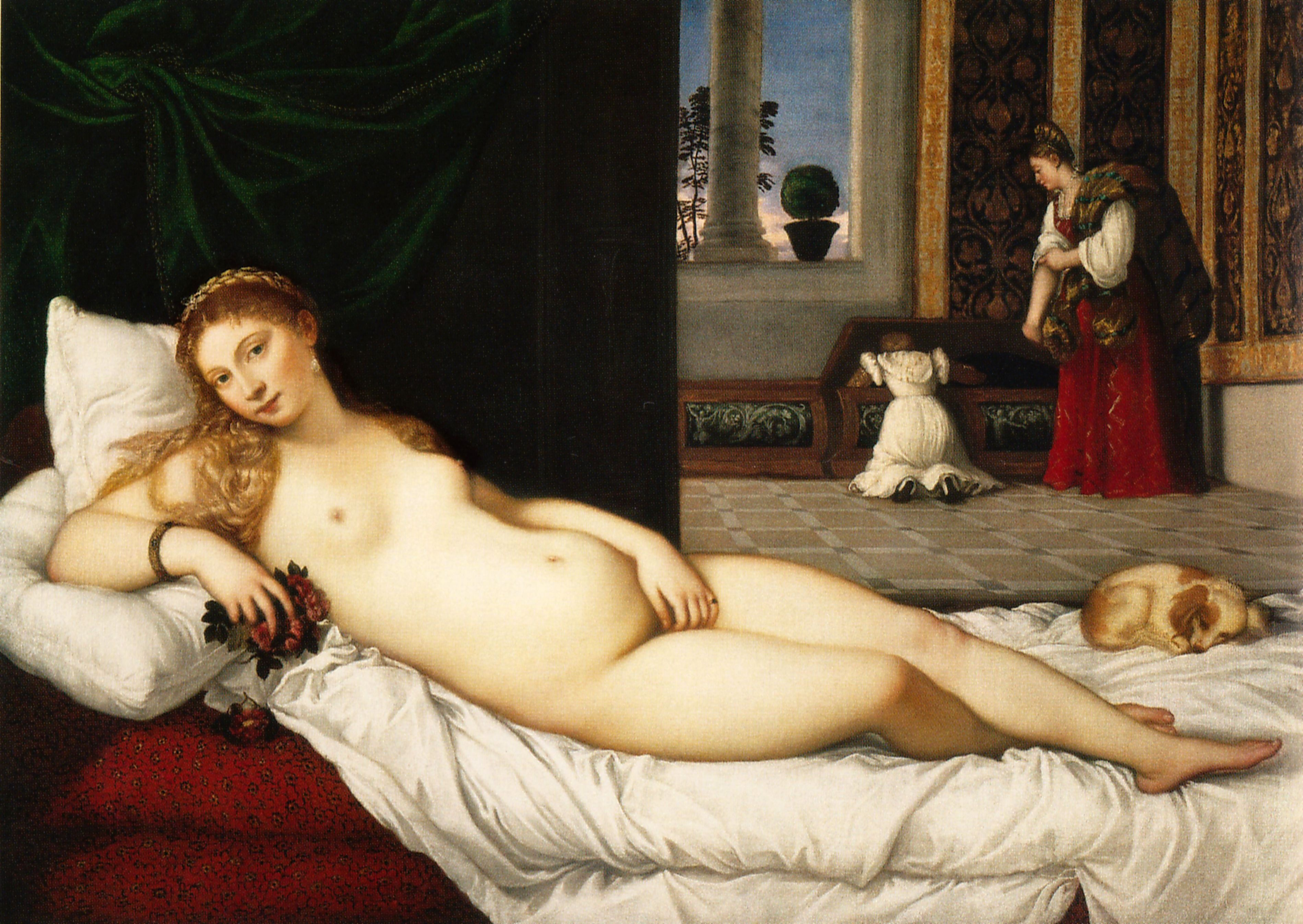
Venus van Urbino van Titiaan
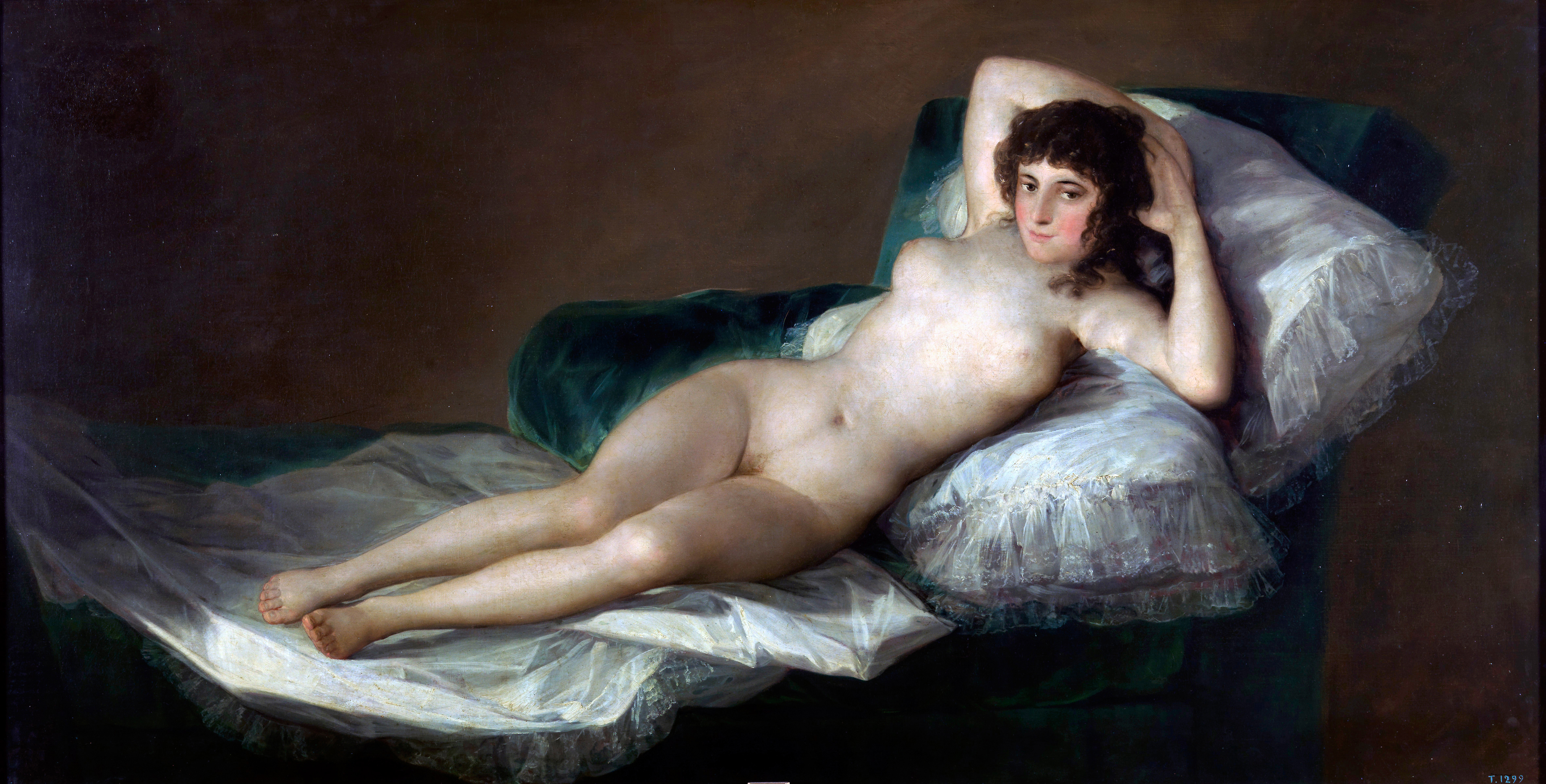
De naakte Maja van Francisco Goya
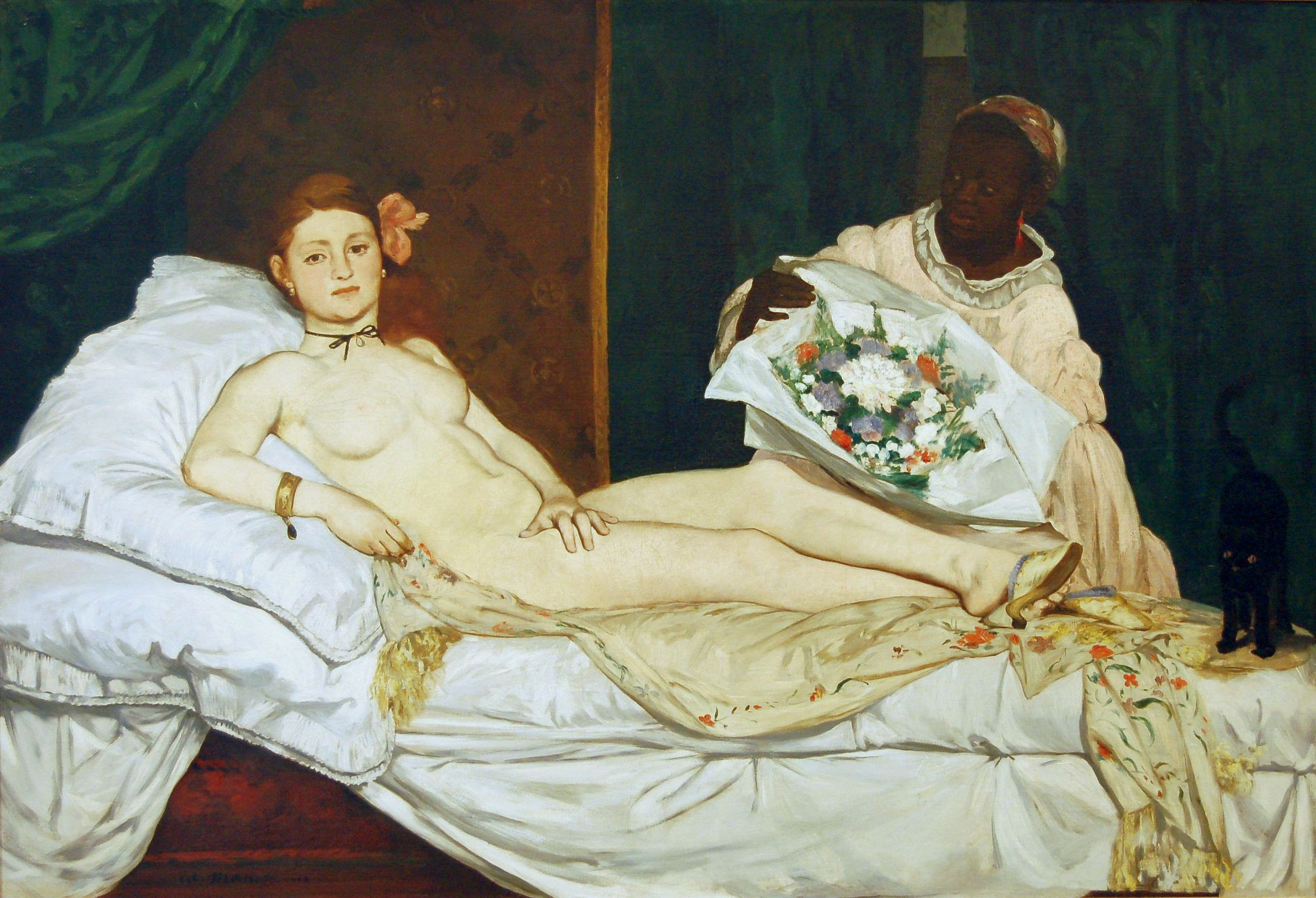
Olympia van Édouard Manet

Schilderijen:
Altaarstuk van Castelfranco · De oude vrouw · De drie filosofen · Judit met het hoofd van Holofernes · La tempesta · Slapende Venus

Fresco:
Naakt

Tekening:
Gezicht op Castel San Zeno in Montagnana